# Аскарово (Бурзянський район)
Аска́рово (рос. Аскарово, башк. Аҫҡар) — присілок у складі Бурзянського району Башкортостану, Росія. Адміністративний центр Аскаровської сільської ради.
Населення — 487 осіб (2010; 523 в 2002).
Національний склад:
- башкири — 99%